# C'est drôle la vie
Albums de Christophe Maé
La Vie d'artiste
(2019)
Singles
1. Pays des merveilles (avec Ceuzany)
Sortie : 25 novembre 2022
2. Trop jeune
Sortie : 27 janvier 2023
3. L'amour (avec Amadou & Mariam)
Sortie : 17 mars 2023

C'est drôle la vie est le sixième album studio du chanteur français Christophe Maé, sorti le 17 mars 2023.
Une édition collector de l'album sort le 1er décembre 2023.

## Liste des titres
Édition standard
1. Pays des merveilles (avec Ceuzany) - 3:26
2. Trop jeune - 3:20
3. L'amour (avec Amadou & Mariam) - 2:47
4. Les bougies - 3:38
5. Comme avant - 3:44
6. C'est drôle la vie (avec Angélique Kidjo) - 2:41
7. Ma femme me saoule - 2:57
8. La baie des anges - 3:18
9. Comment on s'aime - 3:20
10. Dors tranquille - 3:30

Édition collector
1. Les bougies (Version acoustique) - 3:23
2. Pays des merveilles (avec Ceuzany) (Version acoustique) - 4:54
3. Ceux qu'on aime - 3:21
4. L'amour (avec Amadou & Mariam) (Version acoustique) - 3:23
5. Bouquet de roses (avec Bella Diabaté & Toumani Diabaté) - 5:14
6. Dors tranquille (Version Piano-voix) - 3:37